# Phelline
Phelline Labill., 1824 è un genere di piante angiosperme eudicotiledoni appartenente all'ordine Asterales.  È anche l'unico genere della famiglia delle Phellinaceae (Loes.) Takh., 1967.

## Etimologia
Il nome del genere è stato definito per la prima volta dal biologo francese Jacques-Julien Houtou de Labillardière (1755–1834) nella pubblicazione "Sertum austro-caledonicum - 35, t. 38. 1824" del 1824. Il nome della famiglia (che deriva dal suo unico genere) è stato definito prima dal botanico germanico Ludwig Eduard Theodor Loesener (1865–1941), perfezionato poi dal botanico russo Armen Leonovich Takhtajan (1910-2009) nella pubblicazione  "Sistema i Filogeniia Cvetkovykh RasteniÄ. Moskva (Moscow) - 374. 1967." del 1967.

## Descrizione
L'habitus delle specie di questo genere è formato da piccoli alberi (alti al massimo 8 metri) o arbusti sempreverdi dioici. Queste piante contengono tannini, composti fenolici semplici, acido caffeico, acido cumarico, saponine triterpeniche e acido ellagico.
Le foglie lungo il caule sono disposte in modo alternato a spirale, oppure raggruppate alla fine dei rami. In genere le foglie hanno delle forme semplici (da lanceolate a obovate oppure anche oblunghe); i margini sono interi o crenati; la consistenza è cartacea, o raramente sono coriacee o membranose; la superficie è glabra. L'apice della lamina è arrotondato o trilobato, raramente è brevemente acuminato (meno di 1 cm). La base delle foglie può essere cuneata, decorrente oppure semplice. Le foglie sono prive di stipole. Le venature contengono materiale sclerenchimatico.
Le infiorescenze sono formate da piccoli fiori raggruppati in modo lasso sia racemoso, panicolato o semplice. I fiori sono pedicellati. In alcune specie sono presenti delle brattee, alla cui base possono essere presenti dei peli corti colorati di rosso-marrone.
I fiori sono unisessuali triciclici, ossia il fiore possiede 3 verticilli: il calice, la corolla e l'androceo oppure il gineceo. Sono più o meno pentameri: ogni verticillo ha 5 elementi, ma anche 4 elementi oppure (più raramente) 6 elementi.
Formula fiorale: * K (5), C 5, A 5, G (2-5) (supero), drupa
Il calice è formato da piccolo sepali connati alla base e persistenti alla fruttificazione.
I petali della corolla sono liberi; il colore è bianco o rosso. La lunghezza dei petali è di 2 - 4,5 mm. La consistenza dei petali è per lo più carnosa e sono mucronati o acuminati (quest'ultima parte può essere riflessa).
L'androceo è composto da stami isomeri, in posizione alternata ai petali. Le antere sono base/dorso-fisse; hanno delle forme oblunghe e sono introrse; in generale sono più corte dei filamenti e la deiscenza è longitudinale. Nei fiori femminili gli staminoidi sono simili agli stami dei fiori maschili oppure sono ridotti a piccole scaglie, qualche volta persistenti alla fruttificazione.
Il gineceo è globoso ed è formato da 2-5 carpelli isomeri, riuniti (carpelli sincarpici) in ovario supero pluri-loculare. Gli ovuli sono uno per carpello con placentazione apicale. Lo stilo è corto con uno stigma multilobo.
I frutti sono delle drupe polispermiche, lobate oppure no, colorate di grigio o nero. I semi sono piccoli con copioso endosperma.

## Riproduzione
La riproduzione è tramite impollinazione; i semi sono dispersi probabilmente da uccelli (famiglia Turdidae).

## Distribuzione e habitat
Le specie di questo genere sono tutte endemiche della Nuova Caledonia e vivono in ambienti tipicamente tropicali (foreste mesofile e igrofile) su altitudini comprese tra 20 e 1550 m s.l.m..

## Tassonomia
Questo genere è descritto all'interno dell'ordine delle Asterales (lo stesso ordine delle Compositae, la famiglia più numerosa di specie botaniche) che comprende una dozzina di famiglie e circa 25.000 specie, le cui piante sono caratterizzate dal contenere sostanze di riserva come l'oligosaccaride inulina e dall'impollinazione con meccanismo "a pistone".

### Filogenesi

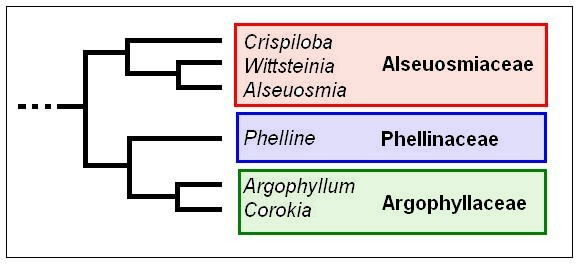
Cladogramma della famiglia Phellinaceae

La posizione sistematica di questo genere è stata cambiata più volte nel tempo. Inizialmente il botanico Jacques-Julien Houtou de Labillardière lo considerò strettamente collegato all'ordine Ebenales (i cui componenti ora sono inclusi nell'ordine Ericales). In seguito i botanici Bentham e Hooker (1862) lo descrissero nella famiglia Rutaceae. Ludwig Eduard Theodor Loesener (1942) lo spostò in Aquifoliaceae distinguendolo in una particolare tribù caratterizzata dalla forma della corolla e dai petali acuminati. Infine Takhtajan (1966) posizionò Phelline nella nuova famiglia Phellinaceae; posizione non accettata da Cronquist che nel suo sistema di classificazione delle Angiosperme tornò a descriverlo nella famiglia Aquifoliaceae  (ordine Celastrales).
L'attuale sistema di classificazione (classificazione filogenetica APG), basata su analisi del DNA dei nuclei delle cellule, ha posizionato indubbiamente Phelline (e quindi la famiglia Phellinaceae) nell'ordine Asterales in relazione stretta con le famiglie Alseuosmiaceae e Argophyllaceae (vedi cladogramma a lato tratto da un recente studio).
Una famiglia molto simile è Argophyllaceae con la quale condivide rami con sughero sotto-epidermico, esina rugosa nel polline, stilo corto e ovuli anatropi. La separazione di queste due famiglie è stimata attorno ai 60 milioni di anni fa.
Il numero cromosomico delle specie di questo genere è 2n = 34.

### Specie diPhelline
Elenco delle 10 specie di Phelline:
- Phelline barrierei Barriera & Schlüssel, 2017
- Phelline billardierei  Pancher ex Loes., 1901
- Phelline brachyphylla  Baill., 1891
- Phelline comosa  Labill., 1824
- Phelline dumbeensis  Guillaumin, 1859
- Phelline erubescens  Baill., 1891
- Phelline gracilior (Loes.) Barriera, 2017
- Phelline indivisa  (Baill.) Harms & Loes., 1942
- Phelline lucida  Vieill. ex Baill., 1872
- Phelline macrophylla  Baill., 1891